# Willa przy ulicy Wrocławskiej 20 w Krakowie
Willa przy ulicy Wrocławskiej 20 – zabytkowy budynek znajdujący się w Krakowie, w dzielnicy V przy ulicy Wrocławskiej, na Krowodrzy.
Jeden z wielu, znajdujących się w tej okolicy Krakowa, na dawnej Krowodrzy domów i willi o charakterze podmiejskim.